# Calamus pseudozebrinus
Calamus pseudozebrinus är en enhjärtbladig växtart som beskrevs av Karl Ewald Maximilian Burret. Calamus pseudozebrinus ingår i släktet Calamus och familjen Arecaceae. Inga underarter finns listade i Catalogue of Life.